# Vodárenské muzeum v Bratislavě
Vodárenské muzeum je specializované technické muzeum v Bratislavě, které se zaměřuje na vývoj vodárenství. Sídlí v městské části Karlova Ves v objektu první parní čerpací stanice v Bratislavě. Pro veřejnost bylo zpřístupněno v roce 2006 u příležitosti 120. výročí vzniku městské vodárny.

## Exteriér
Budova, ve které muzeum prezentuje svou expozici byla postavena ve funkcionalistickém stylu. Na vstupní fasádě je osazen znak města.

## Expozice
Hlavní stálá expozice se nachází v historické budově první čerpací stanice bratislavské vodárny. Nabízí pohled do historie vodárenství od 12. století až po současnost. Koloběh vody od jejího čerpání, úpravy a distribuce, přes její odvedení a čištění až po návrat do přírody tvoří základní část expozice. Prezentovaná je na výstavních panelech a na vystavených exponátech. Jsou zde vystaveny různé technické památky jako skleněná potrubí, ozdobné vodovodní uzávěry, měřící přístroje nebo hydranty, ale také řezy studní a čerpadel.
Na ostrově Sihoť se nachází druhá expozice Vodárenského muzea. Skládá se z první elektrické čerpací stanice, která byla postavena v letech 1910–1912 v podzemí secesního zámečku, tunelu, který vede z čerpací stanice pod Karloveské rameno Dunaje a první studny postavené v roce 1884. Význam těchto technických památek byl oceněn v roce 1985, kdy byly prohlášeny za národní kulturní památky.

## Exkurze
Ve vodárenských muzeu lze absolvovat předem dohodnuté exkurze se slovenskými a anglickým výkladem.